# Военно-полевой бордель

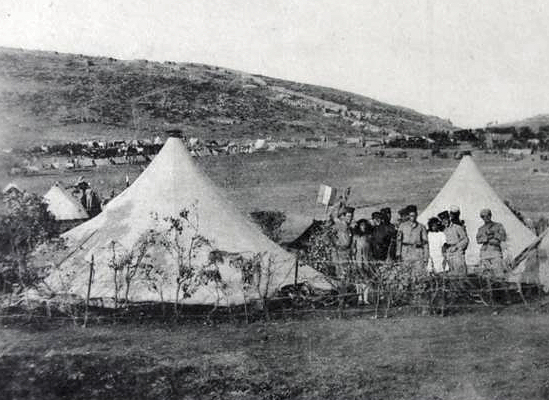
Полевой бордель в Марокко в 1920-е годы.

Полевой военный бордель (фр. Bordels Mobiles de Campagne или фр. Bordel Militaire de Campagne, сокращенно — BMC ) — мобильные публичные дома, существовавшие во время Первой мировой войны, Второй мировой войны и Первой войны в Индокитае, для сексуального обслуживания французских солдат в районах, где обычные публичные дома были недоступны, например, на передовой или в отдаленных гарнизонах. Работа BMC послужила основой для создания правил проституции во французской армии.
Мобильные публичные дома зачастую были официально организованы армией. Они состояли из больших автотрейлеров, в которых работали до десяти женщин. Первые упоминания об этих борделях появились во время Первой мировой войны.
После Второй мировой войны полевые бордели во Франции практически исчезли, за исключением войны в Индокитае и войны в Алжире. Впоследствии передвижные бордели использовал только Иностранный легион. Последний французский BMC был закрыт в Гвиане, в 1995 году. Однако в Джибути армейский бордель действовал до 2003 года.

## История
Традиция открывать публичные дома для солдат появилась во время Третьего крестового похода. Король Филипп II был настолько потрясён размахом мужеложства и изнасилований, совершаемых крестоносцами, что организовал отправку из Франции целого корабля проституток. В новое время передвижные бордели появились, вероятно, в период завоевания Алжира (1830—1870). До Первой мировой войны передвижные бордели действовали только в Африке.
С прибытием во Францию войск из колоний, солдатские бордели были открыты и здесь. Военное командование не хотело, чтобы солдаты-африканцы занимались сексом с местными женщинами, из расистских и классовых соображений, а также для предотвращения заражения солдат венерическими заболеваниями, такими как сифилис, который в то время был неизлечимым (пенициллин получил распространение только с 1944 г.). Несмотря на это, за четыре года войны сифилисом заразились 400 000 человек.
Количество военных публичных домов увеличилось в межвоенный период, почти в каждом городе с гарнизоном или полком работал военный бордель. Для поставки проституток военные власти пользовались услугами организованной преступности («Milieu»).
Во время колониальных войн посещение борделей поощрялось командованием, особенно в Индокитае и Алжире, где эти заведения получили прозвище «коробка конфет» (фр. La boîte à bonbons). В самой Франции публичные дома были запрещены «законом Марты Ришар» в 1946 году. Однако в 1947 году военное министерство разрешило дальнейшее использование борделей для африканских частей, находящихся на территории Франции. Персонал таких борделей завозили из Алжира.
Полевые бордели, как правило, были передвижными и временными, их следует отличать от «заповедных зон», расположенных рядом с постоянными гарнизонами, таких как Bousbir de Casablanca. Во время войны в Индокитае французы использовали женщин из племени улед-наиль из высокогорных районов Алжира. В Сайгоне был построен огромный бордель, известный как «парк буйволов». В январе 1954 года бордель с вьетнамскими и алжирскими проститутками был доставлен самолетом на базу в Дьенбьенфу. Во время осады Дьенбьенфу проститутки выполняли работу санитарок. После того, как гарнизон пал, коммунисты отправили их «на перевоспитание».

## Закрытие
Последний во Франции военный бордель, принадлежавший 2-му парашютно-десантному полку Иностранного легиона в Кальви на Корсике, был закрыт в 1978 году. Последний бордель на заморских территориях Франции, принадлежащий Иностранному Легиону в Куру (Французская Гвиана), закрылся в 1995 году после жалобы бразильского сутенёра на недобросовестную конкуренцию. За пределами французских территорий Иностранный легион имел бордель в Республике Джибути до 2003 года.